# San Miguel Tinajab
San Miguel Tinajab är en ort i Mexiko.   Den ligger i kommunen Comitán Municipality och delstaten Chiapas, i den sydöstra delen av landet, 800 km öster om huvudstaden Mexico City. San Miguel Tinajab ligger 1 615 meter över havet och antalet invånare är 752.
Terrängen runt San Miguel Tinajab är platt åt sydost, men åt nordväst är den kuperad. Runt San Miguel Tinajab är det ganska tätbefolkat, med 100 invånare per kvadratkilometer. Närmaste större samhälle är Comitán, 5,3 km sydväst om San Miguel Tinajab. I omgivningarna runt San Miguel Tinajab växer huvudsakligen savannskog.